# آندریاس کلودن
آندریاس کلودن (انگلیسی: Andreas Klöden؛ زادهٔ ۲۲ ژوئن ۱۹۷۵) رکابزن حرفه‌ای سابق اهل آلمان است که در رشتهٔ دوچرخه‌سواری جاده فعالیت می‌کرد. او توانست در المپیک ۲۰۰۰ سیدنی در رشتهٔ استقامت جاده مدال برنز را به دست آورد. همچنین در مسابقات قهرمانی زیر ۲۳ سال جهان ۱۹۹۶ مدال برنز تایم تریل انفرادی را کسب کرد. کلودن توانست دو بار در سال‌های ۲۰۰۴ و ۲۰۰۶ نایب قهرمان تور دو فرانس شود. افزون بر این، برندهٔ چند مسابقهٔ مرحله‌ای بزرگ شد.

## فعالیت حرفه‌ای
کلودن در میتویدا زاده شد. او در دوران آماتور خود، برندهٔ مدال برنز تایم تریل قهرمانی جهان در ردهٔ سنی زیر ۲۳ سال شد و در سال ۱۹۹۷ در دو مرحلهٔ مسابقهٔ راینلاند-فالز به پیروزی رسید.

### تیم تی-موبایل (۱۹۹۸ تا ۲۰۰۶)
در سال ۱۹۹۸ با تیم تلکام قرارداد امضا کرد و حرفه‌ای شد. در نخستین فصل، برندهٔ مسابقهٔ نیدرزاکسن و برندهٔ پرولوگ تور نورماندی شد. در سال ۱۹۹۹ نیز در یک مرحله از تور آلگاروه به پیروزی رسید. نخستین موفقیت‌های بزرگ او در فصل ۲۰۰۰ به دست آمد. او توانست برندهٔ پاریس–نیس و تور باسک شود. سپس در المپیک سیدنی شرکت کرد و پس از یان اولریش و الکساندر وینوکوروف بر سکوی سوم رشتهٔ دوچرخه‌سواری استقامت جاده قرار گرفت.

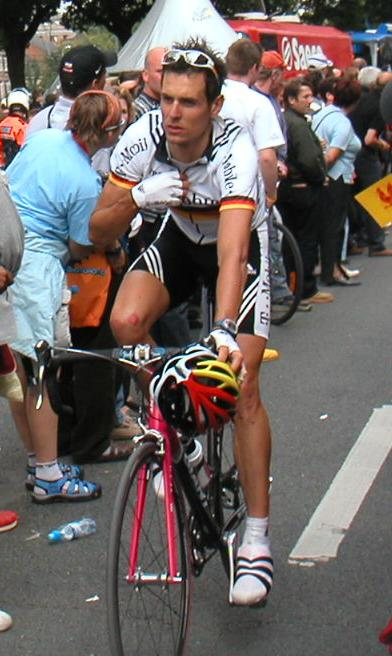
کلودن در تور دو فرانس ۲۰۰۴.

پس از آن، کلودن سه فصل همراه با مصدومیت داشت و هیچ پیروزی به دست نیاورد. او وادار شد به دلیل شکستگی دنبالچه از تور دو فرانس ۲۰۰۳ انصراف دهد. فصل ۲۰۰۴ تولد دوباره‌ای برای کلودن بود که توانست برندهٔ مسابقات قهرمانی جاده آلمان شود. در تور دو فرانس که هفتهٔ بعد از مسابقه آغاز شد، کلودن خادم اولریش بود و با وجود به دست نیاوردن پیروزی مرحله‌ای، بالاتر از ایوان باسو، بر سکوی دوم تور ایستاد. در حالی که اولریش چهارم شد. ادعا می‌شد که در فصل بعد به تیم دیگری خواهد پیوست تا رهبر تیم باشد؛ ولی کلودن در تیم تی-موبایل در کنار اولریش ماند.
در تور دو فرانس ۲۰۰۵، کلودن به همراه هم‌تیمی‌هایش اولریش و وینوکوروف از بخت‌های قهرمانی بودند. کلودن به اولریش کمک کرد بر سکوی سوم بایستد؛ هرچند خودش به دلیل شکستگی استخوانی در مچ دست، در مرحلهٔ ۱۷ وادار به کناره‌گیری شد. در تور ۲۰۰۶، کلودن دوباره بخت قهرمانی بود؛ در حالی که باسو، وینوکوروف و اولریش حضور نداشتند. پس از عملکرد ضعیف در مراحل آغازین، نتیجهٔ خوبی در تایم تریل گرفت؛ ولی در مرحلهٔ ۱۱ از گروه پیشتاز جا ماند و یک و نیم دقیقه از دست داد. در مرحلهٔ ۱۵ پس از فلوید لندیس دوم شد و در مرحلهٔ ۱۶ نیز در رتبهٔ چهارم ایستاد. در نهایت توانست پس از لندیس و اسکار پریرو بر سکوی سوم بایستد و پس از پس گرفته شدن قهرمانی لندیس، به رتبهٔ دوم صعود کرد.

### تیم آستانه (۲۰۰۷ تا ۲۰۰۹)
کلودن در فصل ۲۰۰۷ به تیم آستانه پیوست تا هم‌تیمی وینوکوروف شود. در تور ۲۰۰۷ خادم وینو بود و برای کمک به او چند دقیقه از دست داد. البته تیم آستانه به دلیل مثبت بودن دوپینگ وینو از تور خارج شد. در فصل ۲۰۰۸ برندهٔ تور روماندی شد و در تور سوئیس بر سکوی دوم ایستاد. در تور ۲۰۰۹ خادم لانس آرمسترانگ و آلبرتو کونتادور بود؛ ولی در مرحلهٔ ۱۵ در رتبهٔ چهارم قرار داشت. در مرحلهٔ ۱۷ حدود ۲ دقیقه زمان از دست داد و به رتبهٔ ششم سقوط کرد.

### سال‌های پایانی
در فصل ۲۰۱۰ کلودن به عضویت تیم ریدیوشک درآمد و فصل آرامی را سپری کرد. در فصل ۲۰۱۱ برندهٔ تور باسک شد و در رتبهٔ دوم پاریس–نیس قرار گرفت. همچنین برندهٔ دو تایم تریل انفرادی در تور ترنتینو و کریتریوم اینترناسیونال شد. در تور ۲۰۱۱ نیز وضعیت خوب خود را حفظ کرد؛ ولی به دلیل مصدومیت، از تور کناره‌گیری کرد.
در فصل ۲۰۱۲ کلودن به ریدیوشک–نیسان رفت. آخرین موفقیت او رتبهٔ دوم مرحلهٔ ۱۹ تور دو فرانس ۲۰۱۳ بود. در اکتبر ۲۰۱۳ بازنشستگی خود را اعلام کرد.

## نتایج در گرند تورها
| گرند تور       | ۱۹۹۸   | ۱۹۹۹ | ۲۰۰۰   | ۲۰۰۱ | ۲۰۰۲   | ۲۰۰۳   | ۲۰۰۴ | ۲۰۰۵   | ۲۰۰۶ | ۲۰۰۷   | ۲۰۰۸   | ۲۰۰۹ | ۲۰۱۰ | ۲۰۱۱   | ۲۰۱۲ | ۲۰۱۳ |
| -------------- | ------ | ---- | ------ | ---- | ------ | ------ | ---- | ------ | ---- | ------ | ------ | ---- | ---- | ------ | ---- | ---- |
| جیرو دیتالیا   | —      | —    | —      | —    | —      | —      | —    | —      | —    | —      | ناتمام | —    | —    | —      | —    | —    |
| تور دو فرانس   | —      | —    | —      | ۲۶   | —      | ناتمام | ۲    | ناتمام | ۲    | ناتمام | —      | ۵    | ۱۳   | ناتمام | ۱۱   | ۳۰   |
| ووئلتا اسپانیا | ناتمام | ۶۲   | ناتمام | —    | ناتمام | —      | —    | —      | —    | —      | ۲۰     | —    | —    | ناتمام | —    | —    |